# Lyngsjön (Fagereds socken, Halland)
Lyngsjön är en sjö i Falkenbergs kommun i Halland och ingår i Ätrans huvudavrinningsområde. Sjöns area är 0,033 kvadratkilometer och den befinner sig 146 meter över havet.